# Gud låter sina trogna här
Gud låter sina trogna här -  psalm om änglarna av Georg Reimann, publicerad 1639 (orig. Aus Lieb lässt Gott der Christenheit). Psalmen översattes till svenska av den mycket änglaintresserade Jesper Swedberg 1694 och infördes i 1695 års psalmbok.
Melodin är en tysk folkvisa från Wittenberg 1533 (F-dur, 2/2) och använd även till psalmen Ditt ord, o Jesus, skall bestå. Enligt 1697 års koralbok användes melodin även till psalmen Var man må nu väl glädja sig (nr 219) som i Den svenska psalmboken 1986 anges att dess tonsättning är komponerad 1524. Andra psalmer som då använde samma melodi är: Dig, Jesus, vare evigt pris (nr 21), Gud är vår starkhet och vårt stöd (nr 57), Ditt namn, o Gud, jag lova vill (nr 106), Du själv förordnat, store Gud (nr 200) och Mitt hierta nu fast gläder sigh (nr 304).
Melodin trycktes i Geistliche Lieder av boktryckaren Joseph Klug i Wittenberg 1535.
När Johan Olof Wallin gav ut sitt Förslag till svensk Psalmbok 1816, hade han bearbetat psalmen. Bl.a. är det Wallin som infört variationen barndomsdag, ungdomsdag, ålderns dag, dödens dag, stora dag — i originalet liksom i Svedbergs översättning stod det i stället nu är de helga änglars dag i varje strof. 

## Publicerad som
- Nr 195 i 1695 års psalmbok under rubriken Om de heliga englar med titeln "Gud låter här sin Kristenhet"
- Nr 35 i 1819 års psalmbok under rubriken "Skapelsen och försynen. Änglarna. De förnämsta skapade varelserna."
- Nr 439 i Sionstoner 1889 under rubriken "Psalmer".
- Nr 216 i Svensk söndagsskolsångbok 1908 under rubriken "Änglavård".
- Nr 362 i Svenska Missionsförbundets sångbok 1920 den under rubriken "Änglavård".
- Nr 142 i 1937 års psalmbok under rubriken "Den helige Mikaels dag".
- Nr 240 i Sionstoner 1935 under rubriken "Mikaelidagen"
- Nr 167 i Den svenska psalmboken 1986, 1986 års Cecilia-psalmbok, Psalmer och Sånger 1987, Segertoner 1988 och Frälsningsarméns sångbok 1990) efter en bearbetning av Anders Frostenson under rubriken "Den helige Mikaels dag" samt
- Nr 483 i Den svenska psalmboken 1986, i en friare översättning, Guds änglar är hans sändebud, av Olov Hartman, med ett återkommande "det är Guds änglars dag i dag".
- Nr 124 i Finlandssvenska psalmboken 1986 under rubriken "Mikaelidagen" med en annan text och melodi än i Den svenska psalmboken.
- Nr 18  i Lova Herren 1988 under rubriken "Guds godhet och fadersomsorg".
- Nr 369 i Lova Herren 2020 under rubriken "Trygghet och förtröstan".